# Low Kii Savage
Low Kii Savage (estilizado como low kii savage) é o primeiro extended play (EP) da cantora e compositora americana Kiiara. Foi lançado em 22 de março de 2016, através da EFFESS, Atlantic Records e da Warner Music Group. O EP foi produzido por Casper e B., Brenton Duvall, Felix Snow e produzido executivamente por David Singer-Vine.
O primeiro single do EP, "Gold", foi lançado digitalmente em 26 de outubro de 2015 e mais tarde para o rádio Top 40 em 10 de maio de 2016. "Feels" foi lançado em 15 de janeiro de 2016, como o segundo single do EP. "Hang Up tha Phone" estreou no show de Zane Lowe 's Beats 1 em 21 de março de 2016, sendo esse, o terceiro single do EP.

## Faixas
| N.º            | Título              | Compositor(es)                                                        | Produtor(es)               | Duração |  |
| 1.             | "Gold"              | David Singer-Vine, Felix Snow, Kiara Saulters                         | Felix Snow                 | 3:45    |  |
| 2.             | "Feels"             | Brenton Duvall, Felix Snow, Blaise Riley, David Singer-Vine, Saulters | Brenton Duvall, Felix Snow | 3:02    |  |
| 3.             | "Tennessee"         | David Singer-Vine, Felix Snow, Saulters, Niles Hollowell-Dhar         | Felix Snow                 | 4:20    |  |
| 4.             | "Intention"         | Bryan Jarett, Dan Ullmann, Saulters                                   | Casper & B                 | 3:49    |  |
| 5.             | "Say Anymore"       | David Singer-Vine, Felix Snow, Nyle LeBlanc, Saulters                 | Felix Snow                 | 2:48    |  |
| 6.             | "Hang Up tha Phone" | David Singer-Vine, Felix Snow, Saulters                               | Felix Snow                 | 3:34    |  |
| Duração total: | Duração total:      | Duração total:                                                        | Duração total:             | 21:24   |  |